# Joë Bousquet
Pour les articles homonymes, voir Bousquet.
Joë Bousquet, né à Narbonne (Aude) le 19 mars 1897 et mort à Carcassonne (Aude) le 28 septembre 1950, est un poète et écrivain français.

## Biographie
Joseph Jean Théophile dit Joë Bousquet, fils de médecin, est né dans une famille aisée. À l'âge de trois ans, il réchappe d'une fièvre typhoïde. Son adolescence est caractérisée par un comportement de mauvais garçon, agressif et coureur. Son père le destinait à une carrière dans la banque, ce que Joë redoutait.

Pendant la Première Guerre mondiale, Bousquet, à dix-neuf ans, étudiant, est engagé (1916) sur le front des hostilités où rapidement son audace le fait remarquer et décorer. Il est lieutenant au 156e régiment d'infanterie lorsque, le 27 mai 1918, âgé de 21 ans, il est grièvement blessé lors du combat de Vailly-sur-Aisne. Atteint à la colonne vertébrale par une balle allemande, il est paralysé à hauteur des pectoraux, perdant l'usage de ses membres inférieurs et devenu impuissant. Il songe d’abord au suicide mais comprend bientôt que la vie qu’il élabore pour « construire autour de lui l’univers […] est la plus précieuse, la plus profonde, la seule probablement à être réelle ». Il demeure alité le reste de sa vie, le plus souvent au 53 de la rue de Verdun à Carcassonne, dans une chambre dont les volets sont fermés en permanence, selon son désir. Sa sœur aînée, Henriette Patau-Bousquet, veille sur lui et souvent le tire d'un désespoir profond. Durant les beaux jours, il réside aussi à Villalier, dans la villa familiale entourée d'un parc. Il écrit à propos de sa blessure : 

« Ma blessure existait avant moi, je suis né pour l'incarner. »

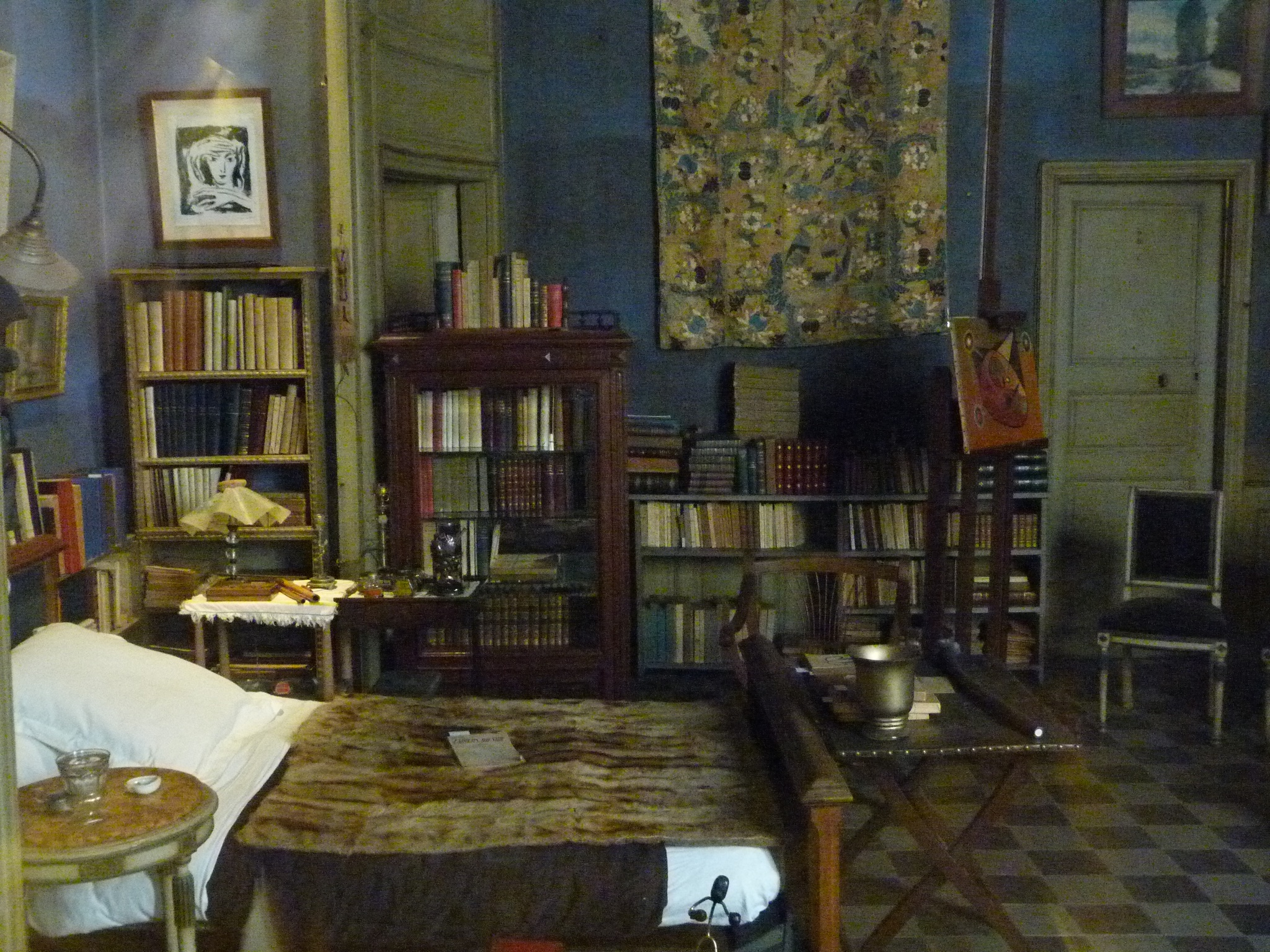
Chambre de Joë Bousquet, 53 rue de Verdun à Carcassonne.

Dans sa chambre, Bousquet passe pratiquement tout son temps à lire et à écrire. Il reçoit beaucoup, des amis, mais aussi de nombreuses admiratrices. Avec ses plus proches amis, François-Paul Alibert, Ferdinand Alquié, Claude-Louis Estève et René Nelli, il fonde en 1928 la revue Chantiers. Dans les années 1940, la revue Les Cahiers du Sud le charge d'un Cabinet de lectures, dont il s'occupe avec Francine Bloch, premier chroniqueur principal de la revue. Il fait de sa chambre une boîte à lettres de la résistance locale.
Il est en relation épistolaire avec de nombreux écrivains et artistes dont Paul Éluard, Max Ernst et Jean Paulhan, ainsi qu’avec la philosophe Simone Weil : il partage avec elle le souci d’authenticité et l’amour de la vérité, qui exigent de consentir à demeurer au plus près de sa souffrance, et de refuser de se réfugier dans une parole simplement divertissante. Joë Bousquet laisse une œuvre poétique considérable. Il repose dans le cimetière de Villalier. Il lègue par testament olographe en date du 13 octobre 1943, une partie de sa collection de tableaux à ses amis.

## Distinctions
- Commandeur de la Légion d'honneur (25 octobre 1932 ; officier le 28 mars 1925 ; chevalier le 8 juin 1918)[7]
- Médaille militaire (24 avril 1917)
- Croix de guerre 1914–1918

## Postérité
Joë Bousquet écrit constamment son prénom « Joe » alors que la forme imprimée « Joë », avec tréma, est devenue usuelle du vivant de l'auteur.

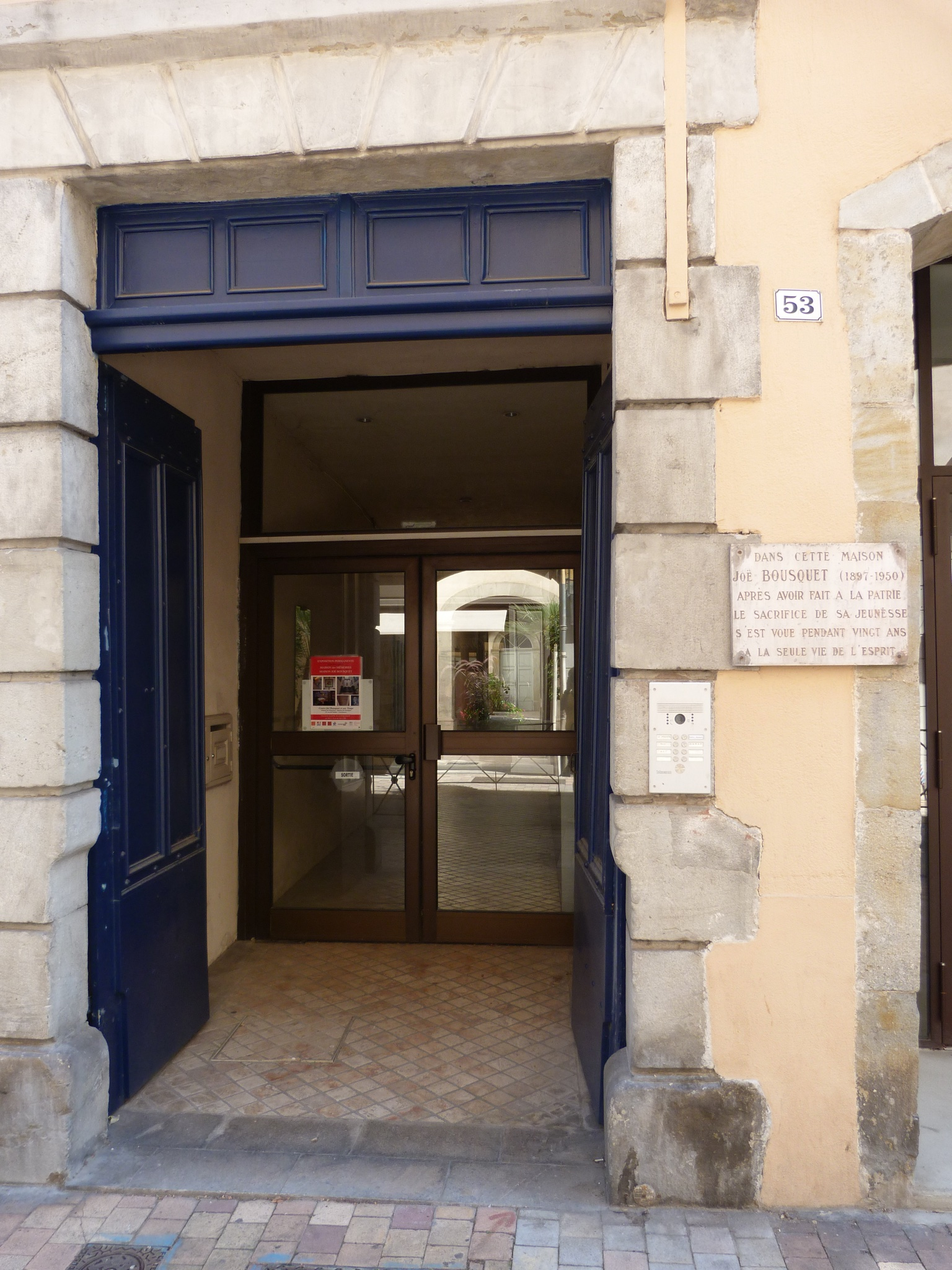
Maison des mémoires, 53 rue de Verdun à Carcassonne.

Acquise par le Conseil général de l'Aude et conservée en l'état, la Maison des Mémoires abrite une exposition permanente, ainsi que le Centre Joë Bousquet et son temps. Ce dernier organise des manifestations autour de l'œuvre du poète. Elle est labellisée depuis 2011 Maison des Illustres par le ministère de la Culture.
Une rue porte son nom à Carcassonne, à Narbonne, à Labastide-Saint-Georges (Tarn), Baillargues (Hérault) et à La Palme (Aude), où il passait des vacances chez ses grands-parents. Une place porte son nom à Villalier (Aude).
Fin 2008, une correspondance amoureuse (20 janvier 1946-17 février 1949) de Joë Bousquet avec une jeune femme, « Linette », est éditée.

## Œuvres

### Poésies
- La Fiancée du vent, Chantiers, 1928
- Il ne fait pas assez noir, R. Debresse, 1932
- Le Mal d'enfance, Denoël, 1939, illustré par René Iché
- Les roses de janvier, 1939, illustré par René Magritte
- Mon frère l'ombre, Cahiers de l'École de Rochefort, 1943
- La Connaissance du soir, Éditions du Raisin, 1945 ; Gallimard, coll. Blanche, 1947 ; réédition avec une préface d'Hubert Juin, Poésie/Gallimard, 1981
- L'Œuvre de la nuit, Éditions Montbrun, 1946
- Chantelaine, Les Bibliophiles alésiens, 1947

### Romans
- Le Rendez-vous d'un soir d'hiver, 1933
- Une passante bleue et blonde, Éditions René Debresse, 1934
- La Tisane de sarments, Denoël, 1936
- Le passeur s'est endormi, Denoël, 1939
- Iris et Petite Fumée, 1939, Texte intégral de Iris et Petite Fumée sur Wikisource
- Le Médisant par bonté, Gallimard, 1945
- Le Meneur de lune, Éditions Albin Michel, 1946
- Œuvre romanesque complète, 4 volumes, Éditions Albin Michel, 1979 à 1984

### Recueils de nouvelles
- Le Fruit dont l'ombre est la saveur, Éditions de Minuit, 1947

### Œuvres érotiques
- Le Cahier noir, Éditions Albin Michel, (1989) 2006

### Essais critiques
- Les Capitales : ou de Jean Duns Scott à Jean Paulhan, 1955
- Lumière, infranchissable pourriture et autres essais sur Pierre Jean Jouve, Fata Morgana, 1987

### Correspondance
- Lettres à Poisson d'Or, Gallimard, 1967
- Lettres à Jean Cassou, Rougerie, 1971
- Lettres à Carlo Suarès, Rougerie, 1973
- Lettres à Stéphane et à Jean, Éditions Albin Michel, 1975
- Lettres à Ginette, 1930-1950, Éditions Albin Michel, 1980
- À Max-Philippe Delatte, 1981
- Lettres à Magritte, Talus d'approche, 1981
- Un amour couleur de thé, Verdier, 1984
- Lettres à une jeune fille, Grasset, 2008

### Autobiographie
- Traduit du silence, Gallimard, 1941
- Mystique, préface de Xavier Bordes, Gallimard, 1973

### Œuvres posthumes
- Fumerolle, 1951
- La Neige d'un autre âge, Cercle du livre, 1952
- Le Mal du soir, Bordas, 1953
- Langage entier, Rougerie, 1966
- Notes d'inconnaissance, Rougerie, 1967
- Le Sème-Chemins, Rougerie, 1968
- Le Salut d'une parole, Gaston Puel, 1968
- Le Pays des armes rouillées : mémoires, Rougerie, 1969
- D'une autre vie, 1970
- L'Homme dont je mourrai, Rougerie, 1974
- La Romance du Seuil, Rougerie, 1976
- Le Bréviaire Bleu, Rougerie, 1977
- Le Roi du sel, suivi de Le Conte des sept robes et de Le Cahier C1, Albin Michel, 1977
- Isel, Rougerie, 1978
- Papillon de neige : journal 1939-1942, Verdier, 1990
- Langage entier, Rougerie, 1981
- Note-book, Rougerie, 1983
- La Beauté dans les choses, Éditions Unes, 1983
- La Nacre de sel, J.M. Savary, 1988
- Exploration de mon médecin, Sables, 1988
- D'un regard l'autre, Verdier, 1990
- Le Galant de neige, Fata Mogana, 1994
- René Daumal, Éditions Unes, 1996
- L'Œuvre de la nuit, Éditions Unes, 1996
- L'Archimûr à l'x orange, Les Librairies entre les lignes, 1999
- Amarante et Muette, conte, Sables, 2005
- Le Soleil souterrain, Sables, 2008

## Pour approfondir

#### Ouvrages
- Joë Bousquet présenté par Michel Maurette, Lettres inédites. Une bibliographie. Visages de ce temps, Rodez, Éditions Subervie, coll. dir. par Jean Digot, 1963, 127 p.
- Suzanne André, Hubert Juin, Gaston Massat, Joë Bousquet, Paris, Seghers, coll. « Poètes d'aujourd'hui », 1972
- René Nelli, Joë Bousquet, sa vie, son œuvre, Paris, Albin Michel, 1975
- Collectif, sous la dir. de François-Charles Gaudard, Joë Bousquet et l'écriture, Paris, Éditions L'Harmattan, 2000
- Pierre Cabanne, La Chambre de Joë Bousquet, Enquête et écrits sur une collection, Marseille, André Dimanche Éditeur, 2005
- Édith de la Héronnière, Joë Bousquet, Une vie à corps perdu, Paris, Albin Michel, 2006
- Guillaume de Fonclare, Joë (récit), Paris, Stock, coll. « La bleue », 2014

- Dans  La route des étangs (Grasset, 1971), son ami Jean Mistler évoque longuement leur amitié. L'intrigue du roman est d'ailleurs empruntée à un souvenir que Joë Bousquet avait raconté à Jean Mistler, et qui figure dans l'un des derniers livres de Bousquet (Le Médisant par bonté, Gallimard, coll. « L'Imaginaire », p. 154)
- Gabriel Sarraute, La contrition de Joë Bousquet, Limoges, Editions Rougerie, 1981.

#### Études et articles
- Laurence Campa, « Au contre-jour de l’histoire : Joë Bousquet », Nouveaux cahiers de Marge, no 5,‎ 11 octobre 2022 (ISSN 2607-4427, DOI 10.35562/marge.456, lire en ligne , consulté le 3 février 2025)
- Gilles Deleuze, « Vingt-et-unième série, de l'événement », dans Logique du sens, Paris, Éditions de Minuit, coll. « Critique », 1969, p. 174-189
- François Berquin, Hypocrisies de Joë Bousquet, Villeneuve d'Ascq, Presses Universitaires du Septentrion, 2000, 317 p.
- Scarlett Bonduelle Reliquet (photogr. Denise Bellon), « Henri-Pierre Roché et Joë Bousquet, collectionneurs », Histoire de l'art, no 53,‎ novembre 2003, p. 65-74. (lire en ligne)
- Jérôme Gautheret, Thomas Wieder, « Carcassonne des Près », Le Monde, p. 16 -17, 30 juillet 2010.
- Claude Le Manchec, Joë Bousquet. Je suis né de ma blessure, Lille, Laborintus, 2020, 304 p.
- Claude Le Manchec, Joë Bousquet. L'assomption du poème, Paris, Garnier/Minard, coll. « Archives des lettres modernes », 2023, 196 p.
- Claude Le Manchec, Joë Bousquet. Au seuil de l'indicible. Journal de lecture, Paris, Arfuyen, 2024, 313 p.
- Joë Bousquet / Max-Philippe Delavouët, Europe, no 1135-1136, novembre-décembre 2023 : textes de Jean-Gabriel Cosculluela, Alain Freixe, Paul Giro, Claire Paulhan, Joël Vernet, Aragon, Claude Le Manchec, Alexis Buffet, Joe Bousquet, Édith de La Héronnière, Thierry Gillybœuf, Stéphane Massonet, Serge Bonnery, Jean-Luc Bayard, Jean-Louis Clarac, Frédéric-Yves Jeannet, Matthieu Jung, Bernard Vargaftig, Gilles Plazy, Lili Frikh.

- Maurice Blanchot et Alain Robbe-Grillet ont écrit sur Joë Bousquet.

### Bande dessinée
- Laurent-Frédéric Bollée et Lucas Malisan, Les amants de Carcassonne, Éditions du Patrimoine-Glénat (2012)[10]

### Filmographie
Seul un long-métrage produit pour la télévision (FR3) a été adapté de l'œuvre de Joë Bousquet et diffusé en 1980 : La Tisane de sarments, réalisé par Jean-Claude Morin, adapté du roman éponyme et de Traduit du silence par le réalisateur et la scénariste et écrivain Marie-France Briselance, avec notamment Philippe Léotard dans le rôle du poète. La très forte charge émotionnelle du comédien (ancien professeur de français et connaisseur du poète), alors en complète déroute affective, compense largement le manque de ressemblance physique avec Joë Bousquet, le personnage principal de La Tisane de sarments étant de toute façon un personnage fictif bien qu'empruntant beaucoup à la vie de son auteur. Bernard Weisz, dans L'Humanité, souligne que « C’est un film de communion avec Bousquet, d’une facture rare à la télévision. Ce roman onirique, cette histoire d’amour fou est devenue un film qui donne le goût très fort de connaître Bousquet et ses livres ».
Ce film de long-métrage avait été précédé par un court-métrage de 13 minutes, toujours pour FR3 et du même réalisateur, Joë Bousquet, ou le mouvement paradoxal, une évocation des actions de résistance (paradoxales pour un infirme, imaginables pour un chantre de la liberté) du poète face à l'Occupation allemande et à la rafle des juifs en France. Ces films sont disponibles à l'INA (www.institut-national-audiovisuel.fr) et sont édités en DVD (sortie le 14 octobre 2020) dans la collection Ciné-Club TV (Inser&cut/L'Œil du témoin).

### Inspirations
- Un poème explicitement attribué à Joë Bousquet est récité dans l'épisode 4 de la série d'animation japonaise Ergo Proxy.
- En 1992, Viviane Théophilidès écrit la pièce Joë Bousquet - Rue de Verdun sur la rencontre en 1942 entre Joë Bousquet chez lui à Carcassonne, Jean Paulhan et Simone Weil. La pièce est jouée aux Rencontres d'été de la Chartreuse à Villeneuve-lès-Avignon et Joë Bousquet est interprété par Frédéric Fisbach[12].